# 阿根廷副总统列表
阿根廷副总统（西班牙語：Vicepresidente de Argentina），正式名称为阿根廷国家副总统（西班牙語：Vicepresidente de la Nación Argentina），是阿根廷第二高的政治职位，也是阿根廷总统顺位的第一继任者。该职务是最初是通过1853年阿根廷宪法设立。
副总统在国家元首缺席或无法行使其权利的情况下代行总统职务，在总统辞职、永久丧失行为能力或逝世的情况下，可以继任总统职务。阿根廷历史上最长的副总统看守任期发生在1865年至1868年之间，这时期总统巴托洛梅·米特雷全神贯注于巴拉圭战争。历史上七位阿根廷副总统曾继任为总统：胡安·埃斯特万·佩德内拉（1861年）、卡洛斯·佩莱格里尼（1890年）、何塞·埃瓦里斯托·乌里布鲁（1895年）、何塞·菲格罗亚·阿尔科塔（1906年）、维多利诺·德拉普拉萨（1914年）、拉蒙·卡斯蒂略（1942年）和伊莎贝尔·庇隆（1974年）。
阿根廷宪法没有规定如果副总统的任期因任何原因终止，需要更换副总统。因此自1861年以来，副总统职位出现了17次空缺。
1994年阿根廷宪法改革赋予副总统了参议院议长的头衔，在参议院出现平局的情况下拥有决定权。宪法改革还将副总统的任期以及总统的任期从一个不可连任的六年任期修改为可连任一次的四年任期。
本列表包括军事政权和空缺期间的事实上的副总统。现任阿根廷副总统是维多利亚·比利亚鲁埃尔。

## 阿根廷邦联（1854年–1861年）
| 任次                                    | 影像                                    | 名称 （出生年份–逝世年份）                   | 任期                                    | 任期                                    | 选举                                    | 政党                                    | 总统                    | 备注                             |
| 任次                                    | 影像                                    | 名称 （出生年份–逝世年份）                   | 上任日期                                | 离任日期                                | 选举                                    | 政党                                    | 总统                    | 备注                             |
| --------------------------------------- | --------------------------------------- | -------------------------------------------- | --------------------------------------- | --------------------------------------- | --------------------------------------- | --------------------------------------- | ----------------------- | -------------------------------- |
| 1                                       |                                         | 萨尔瓦多·马里亚·德尔卡里尔 （1798年–1883年） | 1854年3月5日                            | 1860年3月5日                            | 1854年                                  | 一元党                                  | 胡斯托·何塞·德·乌尔基萨 |                                  |
| 2                                       |                                         | 胡安·埃斯特万·佩德内拉 （1796年–1886年）     | 1860年3月5日                            | 1861年11月4日                           | 1860年                                  | 一元党                                  | 圣地亚哥·德尔基         | 圣地亚哥·德尔基辞职后担任总统    |
| （空缺） 1861年11月4日 – 1861年12月12日 | （空缺） 1861年11月4日 – 1861年12月12日 | （空缺） 1861年11月4日 – 1861年12月12日      | （空缺） 1861年11月4日 – 1861年12月12日 | （空缺） 1861年11月4日 – 1861年12月12日 | （空缺） 1861年11月4日 – 1861年12月12日 | （空缺） 1861年11月4日 – 1861年12月12日 | 胡安·埃斯特万·佩德内拉  | 胡安·埃斯特万·佩德内拉后来辞职。 |

## 阿根廷共和国（1861年至今）
| 任次                                     | 影像                                     | 名称 （出生年份–逝世年份）                      | 任期                                     | 任期                                     | 选举                                     | 政党 （政党联盟）                        | 总统                             | 备注                                                                                     |
| 任次                                     | 影像                                     | 名称 （出生年份–逝世年份）                      | 上任日期                                 | 离任日期                                 | 选举                                     | 政党 （政党联盟）                        | 总统                             | 备注                                                                                     |
| ---------------------------------------- | ---------------------------------------- | ----------------------------------------------- | ---------------------------------------- | ---------------------------------------- | ---------------------------------------- | ---------------------------------------- | -------------------------------- | ---------------------------------------------------------------------------------------- |
| （空缺） 1861年12月12日 – 1862年10月12日 | （空缺） 1861年12月12日 – 1862年10月12日 | （空缺） 1861年12月12日 – 1862年10月12日        | （空缺） 1861年12月12日 – 1862年10月12日 | （空缺） 1861年12月12日 – 1862年10月12日 | （空缺） 1861年12月12日 – 1862年10月12日 | （空缺） 1861年12月12日 – 1862年10月12日 | 巴托洛梅·米特雷                  |                                                                                          |
| 3                                        |                                          | 马科斯·帕斯 （1811年–1868年）                   | 1862年10月12日                           | 1868年1月2日                             | 1862年                                   | 自由派                                   | 巴托洛梅·米特雷                  | 1865年6月12日至1868年1月2日代任总统职务，死于任内                                        |
| （空缺） 1868年1月2日 – 1868年10月12日   |                                          |                                                 |                                          |                                          |                                          |                                          | 巴托洛梅·米特雷                  |                                                                                          |
| 4                                        |                                          | 阿道弗·阿尔西纳 （1829年–1877年）               | 1868年10月12日                           | 1874年10月12日                           | 1868年                                   | 自治党                                   | 多明戈·福斯蒂诺·萨米恩托         |                                                                                          |
| 5                                        |                                          | 马里亚诺·阿科斯塔 （1825年–1893年）             | 1874年10月12日                           | 1880年10月12日                           | 1874年                                   | 民族自治党                               | 尼古拉斯·阿韦利亚内达            |                                                                                          |
| 6                                        |                                          | 弗朗西斯科·贝尔纳韦·马德罗 （1816年–1896年）    | 1880年10月12日                           | 1886年10月12日                           | 1880年                                   | 民族自治党                               | 胡利奥·阿亨蒂诺·罗加             |                                                                                          |
| 7                                        |                                          | 卡洛斯·佩列格里尼 （1846年–1906年）             | 1886年10月12日                           | 1890年8月6日                             | 1886年                                   | 民族自治党                               | 米格尔·华雷斯·塞尔曼             | 米格尔·华雷斯·塞尔曼辞职后接任总统                                                       |
| （空缺） 1890年8月6日 – 1892年10月12日   | （空缺） 1890年8月6日 – 1892年10月12日   | （空缺） 1890年8月6日 – 1892年10月12日          | （空缺） 1890年8月6日 – 1892年10月12日   | （空缺） 1890年8月6日 – 1892年10月12日   | （空缺） 1890年8月6日 – 1892年10月12日   | （空缺） 1890年8月6日 – 1892年10月12日   | 卡洛斯·佩列格里尼                |                                                                                          |
| 8                                        |                                          | 何塞·埃瓦里斯托·乌里武鲁 （1831年–1914年）      | 1892年10月12日                           | 1895年1月22日                            | 1892年                                   | 民族自治党                               | 路易斯·萨恩斯·培尼亚             | 路易斯·萨恩斯·培尼亚辞职后接任总统                                                       |
| （空缺） 1895年1月22日 – 1898年10月12日  | （空缺） 1895年1月22日 – 1898年10月12日  | （空缺） 1895年1月22日 – 1898年10月12日         | （空缺） 1895年1月22日 – 1898年10月12日  | （空缺） 1895年1月22日 – 1898年10月12日  | （空缺） 1895年1月22日 – 1898年10月12日  | （空缺） 1895年1月22日 – 1898年10月12日  | 何塞·埃瓦里斯托·乌里武鲁         |                                                                                          |
| 9                                        |                                          | 诺韦尔托·基诺·科斯塔 （1844年–1915年）          | 1898年10月12日                           | 1904年10月12日                           | 1898年                                   | 民族自治党                               | 胡利奥·阿亨蒂诺·罗加             |                                                                                          |
| 10                                       |                                          | 何塞·菲格罗亚·阿尔科塔 （1860年–1931年）        | 1904年10月12日                           | 1906年3月12日                            | 1904年                                   | 民族自治党 (现代主义路线)                | 曼努埃尔·金塔纳                  | 在1906年1月25日至1906年3月12日期间代理总统职务。 曼努埃尔·金塔纳去世后接任总统。         |
| （空缺） 1906年3月12日 – 1910年10月12日  | （空缺） 1906年3月12日 – 1910年10月12日  | （空缺） 1906年3月12日 – 1910年10月12日         | （空缺） 1906年3月12日 – 1910年10月12日  | （空缺） 1906年3月12日 – 1910年10月12日  | （空缺） 1906年3月12日 – 1910年10月12日  | （空缺） 1906年3月12日 – 1910年10月12日  | 何塞·菲格罗亚·阿尔科塔           |                                                                                          |
| 11                                       |                                          | 维多利诺·德拉普拉萨 （1840年–1919年）           | 1910年10月12日                           | 1914年8月9日                             | 1910年                                   | 民族自治党                               | 罗克·萨恩斯·培尼亚               | 在罗克·萨恩斯·培尼亚去世后接任总统。                                                     |
| （空缺） 1914年8月9日 – 1916年10月12日   | （空缺） 1914年8月9日 – 1916年10月12日   | （空缺） 1914年8月9日 – 1916年10月12日          | （空缺） 1914年8月9日 – 1916年10月12日   | （空缺） 1914年8月9日 – 1916年10月12日   | （空缺） 1914年8月9日 – 1916年10月12日   | （空缺） 1914年8月9日 – 1916年10月12日   | 维多利诺·德拉普拉萨              |                                                                                          |
| 12                                       |                                          | 佩拉希奧·卢纳 （1867年–1919年）                 | 1916年10月12日                           | 1919年6月25日                            | 1916年                                   | 激进公民联盟                             | 伊波利托·伊里戈延                | 死于任内                                                                                 |
| （空缺） 1919年6月25日 – 1922年10月12日  |                                          |                                                 |                                          |                                          |                                          |                                          | 伊波利托·伊里戈延                |                                                                                          |
| 13                                       |                                          | 埃尔皮迪奥·冈萨雷斯 （1875年–1951年）           | 1922年10月12日                           | 1928年10月12日                           | 1922年                                   | 激进公民联盟                             | 马塞洛·托尔夸托·德·阿尔韦亚尔    |                                                                                          |
| –                                        |                                          | 弗朗西斯科·贝罗 （1876年–1928年）               | 上任前去世                               | 上任前去世                               | 1928年                                   | 激进公民联盟                             | 伊波利托·伊里戈延                | 上任前去世.                                                                              |
| 14                                       |                                          | 恩里克·马丁内斯 （1887年–1938年）               | 1928年10月12日                           | 1930年9月6日                             | 1928年                                   | 激进公民联盟                             | 伊波利托·伊里戈延                | 1930年9月5日至6日代理总统。 因政变而下台。                                               |
| 15                                       |                                          | 恩里克·圣马里纳 （1870年–1937年）               | 1930年9月6日                             | 1930年10月20日                           | —                                        | —                                        | 何塞·费利克斯·乌里武鲁           | 辞职                                                                                     |
| （空缺） 1930年10月20日 – 1932年2月20日  |                                          |                                                 |                                          |                                          |                                          |                                          | 何塞·费利克斯·乌里武鲁           |                                                                                          |
| 16                                       |                                          | 胡利奥·阿亨蒂诺·帕斯夸尔·罗加 （1873年–1942年） | 1932年2月20日                            | 1938年2月20日                            | 1931年                                   | 国家民主党 （协和同盟）                  | 阿古斯丁·佩德罗·胡斯托           |                                                                                          |
| 17                                       |                                          | 拉蒙·卡斯蒂略 （1873年–1944年）                 | 1938年2月20日                            | 1942年6月27日                            | 1937年                                   | 国家民主党 （协和同盟）                  | 罗伯托·马塞利诺·奥尔蒂斯         | 1940年7月3日至1942年6月27日期间代理总统职务。 在罗伯托·马塞利诺·奥尔蒂斯辞职后接任总统。 |
| （空缺） 1942年6月27日 – 1943年6月7日    | （空缺） 1942年6月27日 – 1943年6月7日    | （空缺） 1942年6月27日 – 1943年6月7日           | （空缺） 1942年6月27日 – 1943年6月7日    | （空缺） 1942年6月27日 – 1943年6月7日    | （空缺） 1942年6月27日 – 1943年6月7日    | （空缺） 1942年6月27日 – 1943年6月7日    | 拉蒙·卡斯蒂略                    |                                                                                          |
| （空缺） 1942年6月27日 – 1943年6月7日    | （空缺） 1942年6月27日 – 1943年6月7日    | （空缺） 1942年6月27日 – 1943年6月7日           | （空缺） 1942年6月27日 – 1943年6月7日    | （空缺） 1942年6月27日 – 1943年6月7日    | （空缺） 1942年6月27日 – 1943年6月7日    | （空缺） 1942年6月27日 – 1943年6月7日    | 阿图罗·罗森                      | 四三革命的开始                                                                           |
| 18                                       |                                          | 萨瓦·苏埃罗 （1889年–1943年）                   | 1943年6月7日                             | 1943年10月15日                           | —                                        | 军人                                     | 佩德罗·巴勃罗·拉米雷斯           | 死于任内                                                                                 |
| 19                                       |                                          | 埃德尔米罗·胡利安·法雷利 （1887年–1980年）      | 1943年10月15日                           | 1944年3月9日                             | —                                        | 军人                                     | 佩德罗·巴勃罗·拉米雷斯           | 1944年2月25日至1944年3月9日期间代理总统职务。 在佩德罗·巴勃罗·拉米雷斯后接任总统。       |
| （空缺） 1944年3月9日 – 1944年7月8日     | （空缺） 1944年3月9日 – 1944年7月8日     | （空缺） 1944年3月9日 – 1944年7月8日            | （空缺） 1944年3月9日 – 1944年7月8日     | （空缺） 1944年3月9日 – 1944年7月8日     | （空缺） 1944年3月9日 – 1944年7月8日     | （空缺） 1944年3月9日 – 1944年7月8日     | 埃德尔米罗·胡利安·法雷利         |                                                                                          |
| 20                                       |                                          | 胡安·多明戈·庇隆 （1895年–1974年）              | 1944年7月8日                             | 1945年10月10日                           | —                                        | 军人                                     | 埃德尔米罗·胡利安·法雷利         | 被免职                                                                                   |
| 21                                       |                                          | 胡安·皮斯塔里尼 （1882年–1956年）               | 1945年10月10日                           | 1946年6月4日                             | —                                        | 军人                                     | 埃德尔米罗·胡利安·法雷利         | 四三革命的结束                                                                           |
| 22                                       |                                          | 奥滕西奥·基哈诺 （1884年–1952年）               | 1946年6月4日                             | 1952年4月3日                             | 1946年                                   | 激进公民联盟革新委员会                   | 胡安·裴隆                        | 死于任内                                                                                 |
| 22                                       | 上任前去世                               | 上任前去世                                      | 1951年                                   | 庇隆主义党                               | 1951年连任，但在1952年6月4日上任前去世   |                                          | 胡安·裴隆                        |                                                                                          |
| （空缺） 1952年4月3日 – 1954年5月7日     |                                          |                                                 |                                          |                                          |                                          |                                          | 胡安·裴隆                        |                                                                                          |
| 23                                       |                                          | 阿尔韦托·泰赛雷 （1891年–1963年）               | 1954年5月7日                             | 1955年9月16日                            | 1954年                                   | 庇隆主义党                               | 胡安·裴隆                        | 阿根廷唯一一个副总统选举中获选。 在解放革命中倒台。                                      |
| （空缺） 1955年9月16日 – 1955年9月23日   |                                          |                                                 |                                          |                                          |                                          |                                          | 胡安·裴隆                        |                                                                                          |
| 爱德华多·洛纳尔迪                        |                                          |                                                 |                                          |                                          |                                          |                                          |                                  |                                                                                          |
| 24                                       |                                          | 伊萨克·罗哈斯 （1906年–1993年）                 | 1955年9月23日                            | 1958年5月1日                             | —                                        | 军人                                     |                                  |                                                                                          |
| 24                                       | 佩德罗·欧亨尼奥·阿兰布鲁                 | 伊萨克·罗哈斯 （1906年–1993年）                 | 1955年9月23日                            | 1958年5月1日                             | —                                        | 军人                                     | 解放革命的结束                   |                                                                                          |
| 25                                       |                                          | 亚历杭德罗·戈麦斯 （1908年–2005年）             | 1958年5月1日                             | 1958年11月18日                           | 1958年                                   | 不妥协激进公民联盟                       | 阿图罗·弗朗迪西                  | 辞职                                                                                     |
| （空缺） 1958年11月18日 – 1963年10月12日 |                                          |                                                 |                                          |                                          |                                          |                                          | 阿图罗·弗朗迪西                  |                                                                                          |
| 何塞·马里亚·吉多                         |                                          |                                                 |                                          |                                          |                                          |                                          |                                  |                                                                                          |
| 26                                       |                                          | 卡洛斯·温贝托·佩雷特 （1915年–1992年）          | 1963年10月12日                           | 1966年6月28日                            | 1963年                                   | 人民激进公民联盟                         | 阿圖羅·翁貝托·伊利亞             | 因政变下台                                                                               |
| （空缺） 1966年6月28日 – 1973年5月25日   | （空缺） 1966年6月28日 – 1973年5月25日   | （空缺） 1966年6月28日 – 1973年5月25日          | （空缺） 1966年6月28日 – 1973年5月25日   | （空缺） 1966年6月28日 – 1973年5月25日   | （空缺） 1966年6月28日 – 1973年5月25日   | （空缺） 1966年6月28日 – 1973年5月25日   | 阿根廷革命                       | 軍事獨裁                                                                                 |
| 27                                       |                                          | 比森特·索拉诺·利马 （1901年–1984年）            | 1973年5月25日                            | 1973年7月13日                            | 1973年3月                                | 人民保守党 （民族解放正义阵线）          | 埃克托尔·何塞·坎波拉             | 与总统埃克托尔·何塞·坎波拉一同辞职                                                       |
| （空缺） 1973年7月13日 – 1973年10月12日  | （空缺） 1973年7月13日 – 1973年10月12日  | （空缺） 1973年7月13日 – 1973年10月12日         | （空缺） 1973年7月13日 – 1973年10月12日  | （空缺） 1973年7月13日 – 1973年10月12日  | （空缺） 1973年7月13日 – 1973年10月12日  | （空缺） 1973年7月13日 – 1973年10月12日  | 劳尔·阿尔韦托·拉斯蒂里           |                                                                                          |
| 28                                       |                                          | 伊莎貝爾·裴隆 （1931年–）                       | 1973年10月12日                           | 1974年7月1日                             | 1973年9月                                | 正义党 （民族解放正义阵线）              | 胡安·裴隆                        | 1974年6月29日至1974年7月1日期间代理总统职务。 在胡安·庇隆去世后接任总统。                |
| （空缺） 1974年7月1日 – 1983年12月10日   | （空缺） 1974年7月1日 – 1983年12月10日   | （空缺） 1974年7月1日 – 1983年12月10日          | （空缺） 1974年7月1日 – 1983年12月10日   | （空缺） 1974年7月1日 – 1983年12月10日   | （空缺） 1974年7月1日 – 1983年12月10日   | （空缺） 1974年7月1日 – 1983年12月10日   | 伊莎貝爾·裴隆                    |                                                                                          |
| （空缺） 1974年7月1日 – 1983年12月10日   | （空缺） 1974年7月1日 – 1983年12月10日   | （空缺） 1974年7月1日 – 1983年12月10日          | （空缺） 1974年7月1日 – 1983年12月10日   | （空缺） 1974年7月1日 – 1983年12月10日   | （空缺） 1974年7月1日 – 1983年12月10日   | （空缺） 1974年7月1日 – 1983年12月10日   | 国家重组进程                     | 軍事獨裁                                                                                 |
| 29                                       |                                          | 维克多·伊波利托·马丁内斯 （1924年–2017年）      | 1983年12月10日                           | 1989年7月8日                             | 1983年                                   | 激进公民联盟                             | 劳尔·阿方辛                      |                                                                                          |
| 30                                       |                                          | 爱德华多·杜阿尔德 （1941年–）                   | 1989年7月8日                             | 1991年12月10日                           | 1989年                                   | 正义党 （人民团结正义阵线）              | 卡洛斯·梅内姆                    | 为了成为布宜诺斯艾利斯省长而辞职                                                         |
| （空缺） 1991年12月10日 – 1995年7月8日   |                                          |                                                 |                                          |                                          |                                          |                                          | 卡洛斯·梅内姆                    |                                                                                          |
| 31                                       |                                          | 卡洛斯·鲁考夫 （1944年–）                       | 1995年7月8日                             | 1999年12月10日                           | 1995年                                   | 正义党                                   | 卡洛斯·梅内姆                    |                                                                                          |
| 32                                       |                                          | 卡洛斯·阿尔瓦雷斯 （1948年–）                   | 1999年12月10日                           | 2000年10月6日                            | 1999年                                   | 广泛阵线 (联盟)                          | 费尔南多·德拉鲁阿                | 辞职                                                                                     |
| （空缺） 2000年10月6日 – 2003年5月25日   |                                          |                                                 |                                          |                                          |                                          |                                          | 费尔南多·德拉鲁阿                |                                                                                          |
| 罗德里格斯·萨阿                          |                                          |                                                 |                                          |                                          |                                          |                                          |                                  |                                                                                          |
| 爱德华多·杜阿尔德                        |                                          |                                                 |                                          |                                          |                                          |                                          |                                  |                                                                                          |
| 33                                       |                                          | 丹尼尔·肖利 （1957年–）                         | 2003年5月25日                            | 2007年12月10日                           | 2003年                                   | 正义党 （胜利阵线）                      | 内斯托尔·基什内尔                |                                                                                          |
| 34                                       |                                          | 胡里奥·科沃斯 （1955年–）                       | 2007年12月10日                           | 2011年12月10日                           | 2007年                                   | 激进公民联盟 （胜利阵线）                | 克里斯蒂娜·费尔南德斯·德基什内尔 |                                                                                          |
| 35                                       |                                          | 阿马多·布杜 （1962年–）                         | 2011年12月10日                           | 2015年12月10日                           | 2011年                                   | 正义党 （胜利阵线）                      | 克里斯蒂娜·费尔南德斯·德基什内尔 |                                                                                          |
| 36                                       |                                          | 加芙列拉·米切蒂 （1965年–）                     | 2015年12月10日                           | 2019年12月10日                           | 2015年                                   | 共和国方案 （变革联盟）                  | 毛里西奧·馬克里                  |                                                                                          |
| 37                                       |                                          | 克里斯蒂娜·费尔南德斯·德基什内尔 （1953年–）    | 2019年12月10日                           | 2023年12月10日                           | 2019年                                   | 正义党 （大众阵线）                      | 阿尔韦托·费尔南德斯              | 曾任阿根廷第一夫人（2003年-2007年）和阿根廷总统（2007年-2015年）                         |
| 38                                       |                                          | 维多利亚·比利亚鲁埃尔 （1975年–）               | 2023年12月10日                           | 现任                                     | 2023年                                   | 国家民主党 （自由前进）                  | 哈维尔·米莱                      |                                                                                          |